# 品川区立第四日野小学校
品川区立第四日野小学校（しながわくりつだいよんひのしょうがっこう）は、東京都品川区西五反田四丁目にある公立小学校。

## 教育目標
- 考える子
- 仲良くする子
- 健康な子

## 沿革

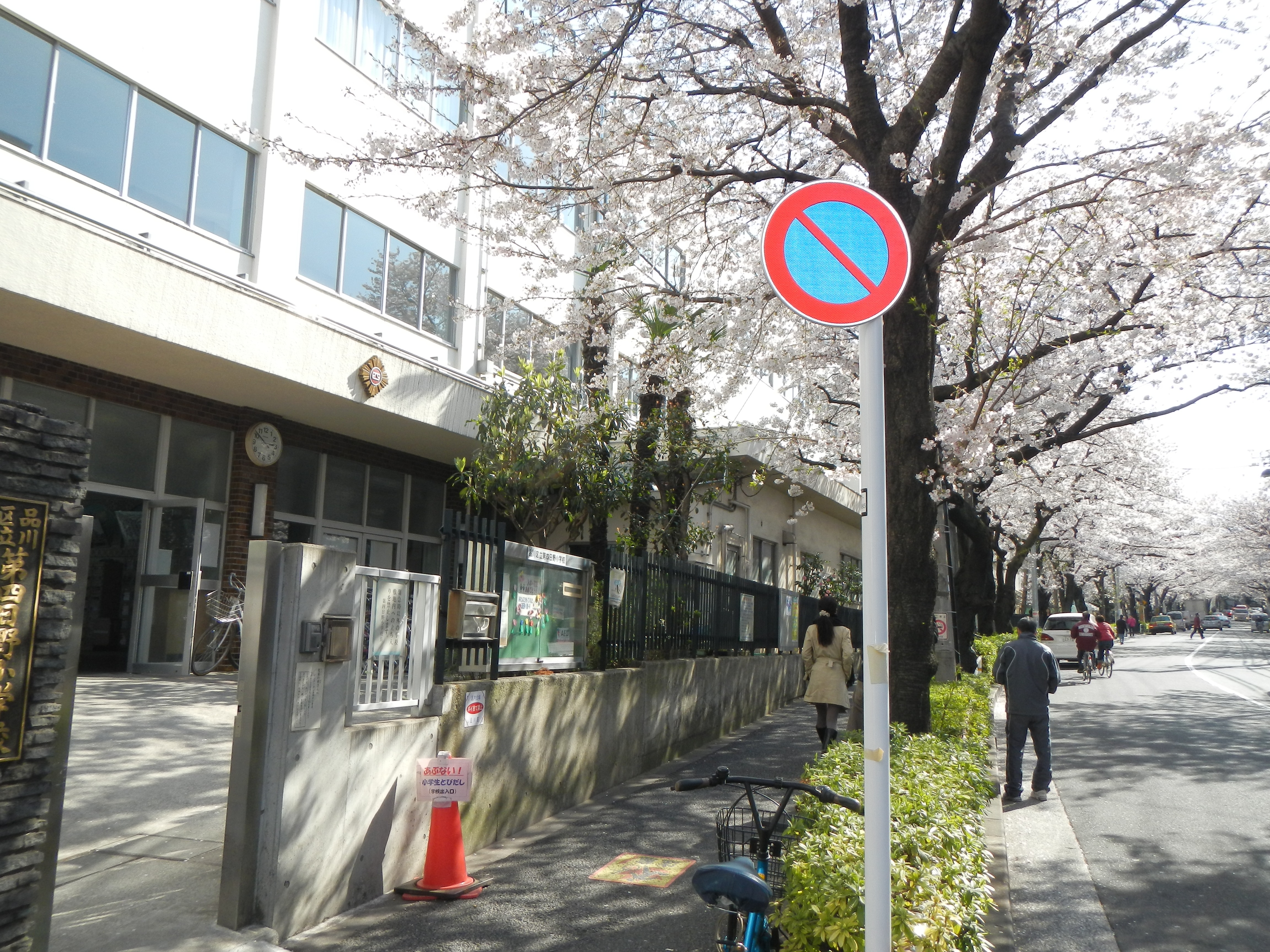
旧校舎（2012年4月）

- 1925年（大正14年）9月　東京府荏原郡第四日野尋常小学校開校
- 1944年（昭和19年）8月　東京都西多摩郡古里村の氷川村鳩ノ巣に学童集団疎開
- 1945年（昭和20年）5月　戦災により校舎全焼
- 1946年（昭和21年）6月　仮校舎落成
- 1947年（昭和22年）4月　東京都品川区立第四日野小学校に名称変更
- 1947年（昭和22年）11月　本校舎完成
- 1974年（昭和49年）10月　改築工事完成
- 2008年（平成20年）10月　東側校舎耐震工事
- 2009年（平成21年）10月　北側校舎耐震工事
- 2021年（令和3年）8月　5階建て校舎への改築工事を開始。工期は2026年秋までの予定[1]

## 児童数
| 学年   | 児童数 | 学級数 |
| ------ | ------ | ------ |
| 1年生  | 71名   | 3学級  |
| 2年生  | 87名   | 3学級  |
| 3年生  | 65名   | 3学級  |
| 4年生  | 81名   | 3学級  |
| 5年生  | 78名   | 2学級  |
| 6年生  | 49名   | 2学級  |
| 全学年 | 431名  | 16学級 |

特別支援学級は設置されていない。

## 周辺環境
- かむろ坂（隣接）
- 東急目黒線不動前駅
- 林試の森公園
- 目黒不動尊（天台宗瀧泉寺）
- 攻玉社中学校・高等学校